# Sirous Dinmohammadi
Sirous Dinmohammadi (Tabriz, 2 luglio 1970) è un allenatore di calcio ed ex calciatore iraniano, di ruolo centrocampista.